# 대릉하 전투
대릉하 전투(大凌河戰鬪)는 1631년 9월에서 11월 사이에 후금(後金)과 명(明) 사이에 발생한 전투이다. 후금의 군대는 명의 대릉하성(大凌河城, 오늘날 요녕성遼寧省 능해시凌海市)을 포위하였다. 여진(女眞)과 몽골(蒙古) 기병, 그리고 이제 막 생포하여 활용한 명의 포병을 사용한 후금의 한(汗, Han) 홍타이지(皇太極, Hong Taiji)는 대릉하를 포위하였고 야전에서 명의 지원군을 공격하여 승리하였다. 조대수(祖大壽) 휘하 명군은 큰 타격을 입은 데다 군량이 부족하자 항복하였다. 이때 체포된 일부 명 관료들은 명청 교체 시기 중요한 역할을 하였다. 전투는 중국 화포 전문 병사로서 후금군에 합류한 이들의 첫 시험장이었다. 후금은 이전에 팔기(八旗) 기병에 주로 의존하였지만, 대릉하성 포위 이후 한인 보병이 전투에서 더 큰 역할을 담당하였다. 이보다 수년 전 누르하치(奴爾哈赤, Nurhaci)가 영원성 전투(寧遠城戰鬪)에서 성의 포위 공격이 실패하였지만, 대릉하 전투는 후금이 승리를 거두었으며, 송금 전투(松錦戰鬪)에서도 이러한 승리를 모방하여 명(明)의 멸망과 청(淸)의 건국으로 가는 단초가 되었다.

## 서곡
1629년, 홍타이지가 거느린 만주군이 명을 침공, 홍타이지의 부친 누르하치가 3년전 원숭환(袁崇煥)에게 패배했던 견고한 영원성을 우회하였다. 후금에 우호적인 몽골을 통과한 만주군은 희봉구(喜峰口)를 통과하여 서쪽으로 진공, 북경(北京)을 노렸다. 이 침공을 기사의 변(己巳之變)이라 한다. 영원성 지휘관 원숭환은 조대수에게 군사 2만을 이끌고 북경을 구원히도록 지시하였다. 조대수는 산해관(山海關)을 통과하여 만리장성을 넘어 북경으로 진격, 북경성 밖에서 후금군을 무찔렀다. 원숭환의 북변 방어는 실패하였고, 이로 인해 원숭환은 체포되어 처형되었다. 그러나 처형되기 전에 원숭환은 누르하치로부터 승리한 것으로부터 얻은 명성을 이용, 금주(錦州), 송산(松山), 대릉하를 견고한 요새를 통하여 방비하는 둔(屯)으로 개편하고자 하였다. 이는 만리장성 북변, 특히 원숭환의 기지로 역할한 영원에 요새를 짓는 것이 필요로 했던 전방 방어 정책의 일환이었다.
1629년 원정에서 홍타이지는 난주(灤州), 천안(遷安), 준화(遵化), 영평(永平) 등 중국 동북지방 도시들을 함락시킬 수 있었다. 영평의 함락으로 후금군은 홍이포(紅夷炮)와 대장군포(大將軍炮)를 확보할 수 있었다. 대장군포는 당시 크리스천 산동순무(山東巡撫) 손원화(孫元化)가 명군에 도입하고자 유럽인이 설계한 것이었다. 1623년, 유럽 대포 중 일부가 손승종(孫承宗)과 원숭환 등이 이끄는 북변에 도입되었다. 1626년, 신형 대포는 원숭환이 누르하치와 벌인 영원성 전투에 투입되었다. 이제 누르하치의 아들 홍타이지도 같은 기술을 접하게 된 것이었다. 한때 명의 지휘관이었지만 후금에 투항한 동양성(佟養性)은 한인 군사 3천명을 부여받았고 영평에서 생포한 대포 전문가를 지휘하는 책임을 맡았다. 1631년, 이들은 대포 40문을 생산하였다. 이들 군대는 ‘구한병(舊漢兵)’으로 알려질 군대의 핵심이었다.
1630년, 홍타이지는 사촌 아민(阿敏, Amin)을 영평에 남겨두어 지키게 하였다. 조대수는 반격을 가하여 난주를 탈환하였다. 이에 대한 대응으로 아민은 천안과 영평 주민들을 학살하고 도시를 약탈한 다음에 명군에 넘겨주었다. 한인과 좋은 관계를 유지하여 정복 도시들을 안정화하고 명 관료들의 귀순을 유도하려 했전 홍타이지는 아민의 학살 소식을 듣고 크게 분노하였다.

## 전투
대릉하는 요동(遼東) 명군 성채 중 최전방에 있던 곳이었다. 대릉하는 명 관료가 지휘하는 견고하면서도 상호 구원 체계가 잘 갖춰진 100여 개의 대(臺)가 빽빽한 네트워크를 이루고 있는 것을 통하여 방어되고 있었디. 1631년, 조대수는 금주 방어군의 지휘관이었다. 양력 9월 1일, 조대수은 자신의 군대를 이끌고 이제 막 강화된 요새 대릉하성을 순찰하고 있었다. 이때 홍타이지는 여진과 몽골 그리고 한인 군대를 이끌고 대릉하성에 도착하여 성을 공격하였다. 후금군은 2-8만 정도에 이르렀다고 추정된다. 대릉하에서 조대수는 14,000명 정도의 군대를 이끌고 있었다. 이들 대부분은 후금과의 전투 경험이 많은 베테랑이었다. 조대수 군대가 등장하였을 때 홍타이지 군대는 성밖 한인 주민들을 포획하고 있었다. 후금군은 성을 직접 공격하지 않고 성 주변에 해자를 파고 동양성이 이끄는 한인 포병을 길목에 배치하는 등 장기전을 대비하고 있었다.
후금군은 대릉하 주변 성들을 함락시키고자 사신을 보내어 항복을 유도했다. 또한 조대수에게도 계속해서 항복을 요청했다. 동양성의 포병은 처음 항복을 거절한 성들을 포격하였고, 일부 성은 항복하였다. 명군은 기습을 몇 차례 시도했지만 실패했다. 반면 성밖에서는 명의 소규모 구원군 두 부대가 후금군에게 패배하였다. 하나는 송산에서 온 2천명, 다른 하나는 금주에서 온 6천명의 부대였다. 일부에서는 홍타이지의 이복형제 아지거(阿濟格, Ajige)가 이끄는 여진과 몽골 기병이 승리에 기여했다고 전한다. 다른 자료에서는 동양성의 포병을 승리의 원인으로 꼽는다.

### 소릉하 전투
10월 초, 조대수의 매부 오양(吳襄)(오삼계 부친)이 지휘하고 손승종이 감독하는 4만의 명군이 금주 인근에 도착하였다. 홍타이지는 군대를 동원하고 동양성의 포병을 구원군으로 대동하여 전진하였다. 도도(多鐸, Dodo)와 함께 바야라(bayara)라고 하는 200명의 경호원을 이끌고 홍타이지는 소릉하(小凌河) 강둑 근처에 7천명의 구원군을 매복시켰다. 명군은 공포에 질렸고 소규모 후금군에 맥없이 당하였다. 이후 두 부대는 야전에 돌입하였고 홍타이지는 다시 승리를 거두었으며, 대릉하에 주둔한 다이샨(代善, Daišan)과 기타 버일러(貝勒, beile)에게 돌아갔다. 10월 13일, 홍타이지는 조대수에게 다시 항복의 서신을 보냈지만 응답이 없었다. 14일, 대릉하성밖 요새 하나를 탈환하고자 홍타이지는 조대수의 군대를 유인하였다. 조대수의 공격이 실패하였고 성벾 안으로 군대를 철군, 포위가 지속되는 동안 조대수는 다시는 공격에 나서지 않았다.
10월 19일, 손승종이 이끄는 4만 병사 가운데 주력군이 장춘(張春)의 지휘 하에 정비 중에 있었다. 명군은 소릉하를 건넜고 각 방향을 엄호하는 대포와 조총을 이용하여 방어하고 부대를 정렬하였다. 일부는 뚜렷한 의견을 내지 못한 채 정면으로 맞서 반대하였지만, 홍타이지는 기병의 큰 희생을 치룬 끝에 동양성의 포병을 이용하여 명의 전선을 돌파하였다. 명군은 건초를 불태워 동양성의 포병을 불사르려 했지만 풍향이 바뀌면서 오히려 명군쪽으로 불이 붙었다. 장춘은 33명의 군관과 함께 생포되었고 결국 후금에 투항하였다.

### 대릉하의 항복
11월 5일, 대릉하성 인근 최대 규모의 성채인 우자장대(于子章臺)는 동양성의 홍이포와 대장군포의 수일간 공격 끝에 항복하였다. 이후 나머지 성채도 하나둘씩 항복하였다. 11월 중순, 후금 진영의 군량이 바닥나기 시작하였지만 우자장대 등의 항복은 충분한 군량을 지급하였다. 대릉하성벽 내의 상황은 더욱 악화되었다. 사람들은 식인을 하기에 이르렀다. 항복의 가능성을 두고 대릉하성과 후금 진영 사이에 사신이 오고갔다. 조대수의 양자 조가법(祖可法)은 후금 진영에 파견되었다. 명군의 무의미한 방어가 지속되는 이유에 대하여 질문을 받은 조가법은 아민의 대학살이 있었던 영평의 사건을 명 관료 모두가 기억하기 때문이라고 대답하였다.
사신이 몇 차례 왕래한 후에 조대수는 홍타이지가 즉시 금주 공격을 위한 부대 파견을 조건으로 항복 의사를 밝혔다. 금주에는 조대수를 비롯한 명 군관의 가족들이 거주하고 있었다. 이로 인해 군인들은 친족들과 재회하였다. 자신의 부대가 더 공격할 기세는 아니라는 것을 안 홍타이지는 조대수가 금주로 돌아간다는 계획에 동의하였다. 조대수는 금주 지휘관이었고 대릉하를 탈출한다는 것을 가장하고, 입성 후에는 성을 홍타이지에게 넘기려 하였다. 계획이 결정되자, 11월 21일 조대수는 항복하였다. 성내 3만여 인구 중 12,000명도 안되는 인구만이 살아남았다.

## 결과
조대수는 금주를 홍타이지에게 넘겨준다는 것을 약속했지만 금주성에 도착하자 다시 명을 위해 싸웠다. 이후 10년간 조대수는 금주 병사 지휘관이 되었다. 1641년 홍타이지는 금주와 송산을 포위하였고, 1642년 조대수는 두 번째로 홍타이지에게 항복하였다. 대릉하에서 패배한 구원군의 지휘관 오양은 1644년 북경을 함락시킨 이자성(李自成)에게 살해되었다. 오양의 아들 오삼계(吳三桂)는 후금군이 북경에 들어가기 직전 마지막 장애물인 산해관 지휘관이었다. 조대수의 조카 오삼계는 아버지 오양의 사망으로 청에 투항하였고, 산해관 전투를 촉진하였다. 이 전투로 청군은 화북(華北)의 우위를 점하였다.
대릉하 전투를 통하여 만주 군대는 명의 북변을 따라 배치된 요새들을 상대할 포병을 가용할 수 있다는 것이 증명되었다. 명군은 처음엔 포르투갈 대포라는 외국 기술을 사용하는 것을 달가워하지 않았지만, 만주군은 포위전에서 상대적인 약세를 극복하고자 대포를 꾸준히 이용하였다. 1629년 원정에서 홍타이지는 요동의 명 요새들을 피하지 않고 직접 싸울 수 있었다. 게다가 후금 휘하에 한인 군대를 새로 조직하여 전투에 활용하는데 성공하였다. 대릉하 전투와 송금 전투 이후 명의 귀순자들의 계급이 오르면서, 만주팔기와 몽고팔기와 함께 동양성 휘하 한인 군대는 한군팔기(漢軍八旗) 조직으로 이뤄졌다. 이 원정에서 항복한 명 군관들은 후금/청에서도 혁혁한 공을 세웠다. 북변의 요민(遼民)들은 명군의 최정예 군대였으며 이들이 후금으로 귀순한 것은 명군에게 큰 일격을 가하였다. 1635년, 홍타이지는 여진(女眞)이란 민족 명칭을 만주(滿洲)로 공식적으로 고쳤고, 1636년에는 국호를 후금에서 청(淸)으로 고쳤다. 청은 명을 무찌르고 중국을 정복했다.

## 같이 보기
- 오삼계
- 조대수
- 홍타이지

## 참고문헌
- Wakeman, Frederic Jr. (1985), 《The Great Enterprise: The Manchu Reconstruction of Imperial Order in Seventeenth-century China》, Berkeley: University of California Press, ISBN 0520048040

- Elliott, Mark C. (2001), 《The Manchu Way: The Eight Banners and Ethnic Identity in Late Imperial China》, Stanford University Press, ISBN 9780804746847

- Swope, Kenneth M. (2014), 《The Military Collapse of China's Ming Dynasty, 1618-44》, Routledge, ISBN 9781134462094